# 中华螽斯
中华螽斯（学名：Tettigonia chinensis），一种直翅目昆虫，隶属于螽斯科螽斯属，分布于中国中南部地区。

## 形态描述
中华螽斯成虫体色分为绿色或褐色型两种，绿色型几乎单色；褐色型为褐绿色，从头部复眼之后具1条黑褐色的纵纹，延伸至前翅臀脉域。前翅远超后足股节端部。雄性第10腹节背板端部裂成2三角形叶。雄性尾须较长，超过腹突，圆锥形微内弯，基部较宽内侧具1枚齿，末端向下，尾须端部顿；下生殖板长大于宽，后缘微凹；腹突细长，较直。雌性尾须短圆锥形；下生殖板长稍大于宽，后缘具较深的裂口；产卵瓣短于后足股节，不达翅端，几乎平直。